# Barbula propagulifera
Barbula propagulifera là một loài Rêu trong họ Pottiaceae. Loài này được (X.J. Li & M.X. Zhang) Redf. & B.C. Tan mô tả khoa học đầu tiên năm 1995.